# Chandragiri (Kathmandu)
Chandragiri (Nepali चन्द्रागिरी) ist eine Stadt (Munizipalität) im Kathmandutal in Nepal und gehört zum Ballungsraum Kathmandu.
Die im Westen des Distrikts Kathmandu gelegene Stadt entstand 2014 durch Zusammenlegung der Village Development Committees (VDCs) Baad Bhanjyang, Balambu, Dahachok,  Machhegaun, Mahadevsthan, Matatirtha, Naikap Naya Bhanjyang, Naikap Purano Bhanjyang, Satungal, Thankot und Tinthana.
Die Stadtverwaltung liegt im Verwaltungsgebäude des ehemaligen VDC Balambu.
Das Stadtgebiet umfasst 43,9 km².
Chandragiri grenzt im Osten direkt an die Hauptstadt Kathmandu.

## Einwohner
Bei der Volkszählung 2011 hatten die VDCs, aus welchen die Stadt Chandragiri entstand, 85.198 Einwohner (davon 42.881 männlich) in 20.532 Haushalten.